# Симеон Лехаці
Симео́н Лехаці́ (Шимон, Симеон з Польщі, Симеон з Замостя, Симон Мардиросович, пол. Symeon z Zamościa, англ. Simeon Lehatsi, вірм. Սիմեոն Լեհացի) (1584 – 1639) – вірменський мандрівник і письменник, якого називають вірменським Марко Поло.

## Молоді роки
Народився у Замості Руського воєводства у вбогій вірменській сім’ї Мардироса і Довлат-ханум, що переїхала з Кафи у Криму. Батьки рано померли і його вихованням займалась старша сестра Джугар. Після завершення навчання у вірменській школі був висвячений на дипіра (дяка). Як знавець класичної вірменської мови грабаря з 1605 почав займатись копіюванням книг. Крім того знав мови татарську, польську, ймовірно, турецьку, але не знав тодішніх наукових мов - латинської і грецької. Імовірно, продовжив навчання у школі Львові, де у листопаді 1607 завершив копіюванням проповідей вардапета Вартана.

## Подорожі
Під впливом релігійної літератури вирішив відбути подорож по Палестини. У лютому 1608 з вірменськими купцями вирушив до Молдавії, де у Сучаві зустрівся з майбутнім вірменським єпископом Львова, вардапетом (проповідник, вчитель) Месробом († 1624). З караваном, що віз данину з князівства до султана, він вирушив до Ясс, Константинополя, куди прибув 10 вересня. Йому не вдалось відбути кораблем до Палестини, через що він займався переписуванням книг при дворі патріарха  Константинополя і Григора ІІ Кесарака († 1636), який противився зв’язкам з Римом, та познайомився з майбутнім католикосом Мовсесом ІІІ (1629-1631) . У серпні 1609 – травні 1611 з вардапетом Мигирдичем з Гарпуту (як секретар) вирушив у поїзду по колоніях вірмен над Мармуровим і Егейським морями. Через загрозу війни з Персією покинув вардапета і з караваном вірменських купців,  нвіраком католикоса Мелхіседеком, вардапетом Захарієм з Вану вирушив до Італії. У Спліті вони змусили перебути карантин у шпиталі і у жовтні 1611 добрались до Венеції, де два місяці провели при вірменському монастирі. У вірменському монастирі Риму Симеон познайомився з вірменами-католиками, разом з вардапетом Захарієм був на аудієнції у Павла V, якому вручили лист католікоса Мелхіседека про визнання зверхності папи. Симеон був гостем на Різдвяному богослужінні в соборі св. Петра, одним з 12 запрошених пілігримів на обіді у Ватикані. У квітні 1612 він вирушив до Венеції, де закупив товари і поплив до Смірни, Тіру, де їх продав. Він об’їхав головні місця поклоніння вірмен у Мала Азія, у монастирі св. Юрія Гарпута (Елязиг) гостив у вардапета Мигирдича, відвідав могили св. Месропа Маштоца – творця вірменського алфавіту, св. Івана Хрестителя, стару столицю вірмен Аміда. Він повернувся до Константинополя, де протягом року займався переписуванням книг. Отримані гроші дозволили йому у серпні 1616 відбути з пілігримами до Олександрії. Два місяці він прожив в Каїрі, звідки вирушив з до Єрусалиму з конвоєм, що віз податки для султана. З вересня 1616 по травень 1617 він відвідав Єрусалим, Вифлеєм, живучи при вірменському монастиреві св. Якова.

## Повернення
Разом з католікосом Сіс (Кілікія) Ованесом і єпископом Гукасом, призначеним нвіраком до Речі Посполитої, Симеон вирушив до Дамаску, Алеппо, Цезареї, Смірни, Константинополя. Звідки через два місяці очікування вирушили з караваном до Молдавії, України, знищеної нападами татар. На початку 1618 прибув до Львова, де провів два місяці, сумуючи за далекими краями. У Замості він продовжив копіювати рукописи, зокрема для львівського вірменського друкаря, священика Говганеса Карматененца (1590-1624), званого Іваном Мурадовичем (1619). 
Він заручився 1618 з львівською вірменкою Анастасією, донькою Івашка Кєворовича і Софії, весілля з якою відбулось 16 серпня 1620 у Львові. Вони переїхали до Замостя, де Симеону не вдалось повернути своє залишене майно. Рідні докоряли йому довгою відсутністю, громада відмовлялась висвятити на священика, вважаючи «волоцюгою». На ту пору він описав похід 1621 султана Османа ІІ під Хотин. Через епідемію чуми 1623 зі Львова до Замостя втекли вірмени, яких він прихистив у своєму домі і які при поверненні розказали про нього старшині львівської громади.

## Львівська школа
На зібранні ті написали йому запрошення переїхати до Львова і керувати школою при Вірменському соборі з платнею у 300 золотих на рік окрім додаткових заробітків, з проживанням у кам’яниці Доновака за кошти громади. На переїзд родини йому надали 10 золотих. Симеон продав будинок у Замості і у жовтні 1624 приступив до роботи у школі, не надто вдало займаючись торгівлею. На час епідемії 1625 він перебрався до Рогатина. У Львові у нього знову не склались відносини з громадою і духовенством, яке розмовляло кипчатською і польською мовами і не знало вірменської. Через це Симеон закидав духовенству нерозуміння богослужбових книг, а ті не сприяли його висвяченню.

## Боротьба з унією Церков
Ситмеон Лехаці був свідком приїзду патріарха Мелхіседека, висвячення ним на єпископа Миколая Торосевича, спроби суду над ним старшини громади і нвірака католикоса Мовсеса ІІІ ісфаханського єпископа Хачадура. Після захоплення Торосевичем 4 листопада 1630 Вірменського собору за допомогою магістрату Симеон з священиком були затримані міською сторожею і кинуті до в’язниці, звідки їх визволили багаті вірменські купці.

## Останні роки
Він знаходився у Бурсі, де копіював медичний підручник по травах і анатомії людини, коли турки Мурада IV захопили у персів Єреван і виселили вірмен з Константинополя. До середини грудня 1635 він повернувся до Львова, де завершив копіювання чергової книги, а 1636 завершив свої «Подорожні нотатки».
Шлюб Симеона був бездітним і 1637 дружина Анастасія Кєворовичівна покинула його, подавши до вірменського духовного суду прохання про розлучення через завдані кривди, шкоду для її здоров’я. Микола Торосевич 2 жовтня 1637 покликав на свій суд Симеона Лехаці, який тричі не приходив. 15 жовтня архієпископ покликав його вчетверте, загрожуючи екскомунікою (викляттям). На початку 1639 Анастасія померла, а її матір вимагала повернення рухомого і нерухомого майна доньки.

## Літературний спадок
Симеон Лехаці у "Подорожніх нотатках" помістив свою автобіографію до 1628 року, опис важливих подій в історії Речі Посполитої, Туреччини з точки зору стану вірменських громад. У них була докладно подана хронологія подорожей, можливо, призначались як путівник по святих місцях для духовенства. Він описував пам’ятки, будівлі, базари, заїзди, шпиталі, ремесла, дороги, клімат, звичаї, їжу. Цікаві описи Константинополя, Венеції, Риму, Каїру, Єрусалиму, Львова. До 1944 оригінал "Записок" зберігався в бібліотеці львівського університету. На 1932-1935 "Подорожні нотатки" були видані Н. Акіняном у журнальному варіанті на вірменській мові та 1936 у Відні видали книгу "Подорожні нотатки", а 1965 вийшов російський переклад. 
Також у колофонах скопійованих книг він описував стан вірменських громад, події у Речі Посполитій, Туреччині, Швеції, Молдавії, Валахії, турецько-перські війни за Вірменію. Він вболівав через поділ Вірменії поміж декількох держав, розпорошення вірмен серед інших народів, відсутність власних монархів. Для нього головним було збереження мови, школи, традицій національної Церкви.  З 1630 у колофонах книг він описував переслідування львівських вірмен унійним архієпископом Миколою Торосевичем, нещастя, що випали на громаду через релігійні суперечки, звинувачуючи у подіях львівське духовенство, яке відступило від вірменської Церкви. До сьогодні дійшло до 20 написаних ним колофонів. Припускають, що він був добре обізнаним з тогочасною полемічною літературою, яка походила з друкарні Ставропігійського братства, творами Мелетія Смотрицького.